# Liegi-Bastogne-Liegi 1959
La Liegi-Bastogne-Liegi 1959, quarantacinquesima edizione della corsa, fu disputata il 26 aprile 1959 per un percorso di 240 km. Fu vinta dal belga Alfred De Bruyne, giunto al traguardo in 6h45'30" alla media di 35,511 km/h, precedendo i connazionali Frans Schoubben e Frans De Mulder. 
I corridori che portarono a termine la gara al traguardo di Liegi furono in totale 34.

## Ordine d'arrivo (Top 10)
| Pos. | Corridore        | Squadra      | Tempo    |
| ---- | ---------------- | ------------ | -------- |
| 1    | Alfred De Bruyne | Peugeot-BP   | 6h45'30" |
| 2    | Frans Schoubben  | Peugeot-BP   | s.t.     |
| 3    | Frans De Mulder  | Groene Leeuw | a 3"     |
| 4    | Marcel Ernzer    | Emi-Guerra   | a 1'42"  |
| 5    | Angelo Conterno  | Carpano      | s.t.     |
| 6    | Jan Zagers       | Libertas     | a 2'37"  |
| 7    | André Vlayen     | Peugeot-BP   | s.t.     |
| 8    | Frans Aerenhouts | Mercier-BP   | s.t.     |
| 9    | Gilbert Desmet   | Faema-Guerra | a 3'50"  |
| 10   | Willy Vannitsen  | Ghigi-Ganna  | a 4'24"  |